# Варшавский процесс (1935—1936)
Варшавский процесс (1935—1936) — один из самых громких судебных процессов против Организации украинских националистов. Проходил в окружном суде Варшавы с 18 ноября 1935 года по 13 января 1936 года.
На скамье подсудимых находились: Степан Бандера (краевой проводник (руководитель) ОУН), Дарья Гнатковская, Екатерина Зарицкая, Ярослав Карпинец, Евгений Качмарский, Николай Климишин, Николай Лебедь, Иван Малюца, Роман Мигаль, Богдан Подгайный, Ярослав Рак и Яков Чёрный, которым было предъявлено обвинение в принадлежности к ОУН, подготовке покушения и убийства 15 июня 1934 года. министра внутренних дел Польши Бронислава Перацкого .
По решению суда С. Бандера, Н. Лебедь и Я. Карпинец были приговорены к смертной казни, заменённой по амнистии в связи со смертью маршала Ю. Пилсудского пожизненным заключением, Н. Климишин и Б. Подгайный — к пожизненному заключению, Д. Гнатковская — к 18, И. Малюца, Р. Мигаль и Я. Чёрный — к 12, К. Зарицкая — к 8, Я. Рак и Е. Качмарский — к 7 годам заключения.